# Seno Reloncaví
Seno Reloncaví är en vik i Chile.   Den ligger i regionen Región de Los Lagos, i den södra delen av landet, 900 km söder om huvudstaden Santiago de Chile.